# Lijst van spelers van Jong FC Twente
Dit is een lijst van voetballers die minimaal één officiële wedstrijd hebben gespeeld in het elftal van Jong FC Twente, het tweede elftal van de Nederlandse voetbalclub FC Twente. Alleen spelers die een officiële wedstrijd voor Jong FC Twente hebben gespeeld, sinds de toetreding tot de voetbalpiramide in 2013 tot het elftal werd teruggetrokken in 2015 en van 2016 (weer toegetreden) tot 2018 (weer teruggetrokken), zijn opgenomen in deze lijst.

## A
- Rohat Ağca
- Joachim Andersen
- Oussama Assaidi
- Matthieu van den Assem
- Hidde ter Avest

## B
- Filip Bednarek
- Benaissa Benamar
- Jelle van Benthem
- Dylan Bernadina
- Peet Bijen
- Lars Bleker
- Niklas Blesgraaf
- Mirco Born
- Torgeir Børven
- Jesse Bosch
- Thijs Bouma
- Wout Brama
- Tim Breukers
- Samuel Brobbey
- Lukas Browning Lagerfeldt
- Isaac Buckley-Ricketts
- Enis Bunjaki

## C
- Jerson Cabral
- Jesús Manuel Corona
- Alessio Da Cruz
- Cristián Cuevas

## D
- Alvin Daniëls
- Chris David
- Luka Đorđević
- Joël Drommel
- Wouter Dronkers
- Dennis van Duinen

## E
- Kyle Ebecilio
- Shadrach Eghan
- Mathijs Elderman
- Mark Engberink

## F
- Joel Felix
- Rashaan Fernandes
- Kris Fillinger
- Jonathan Frimann

## G
- Dylan George
- Nikola Gjorgjev
- Delano Grootenhuis
- Semir Gvozdjar
- Felipe Gutiérrez

## H
- Rick Hemmink
- Nick Hengelman
- Jelle van der Heyden
- Dilivio Hoffman
- Thijs van Hofwegen
- Tim Hölscher
- Jos Hooiveld
- Dean Huiberts

## J
- Ruben de Jager
- Fredrik Jensen
- Richard Jensen
- Janik Jesgarzewski
- Ravelino Junte

## K
- Giorgos Katsikas
- Jarni Koorman
- Dico Koppers
- Fabian Korporaal
- Nicky Kuiper
- Kasper Kusk
- Marko Kvasina
- Derre Kwee

## L
- Darryl Lachman
- Jeffrey de Lange
- Alexander Laukart
- Jeroen van der Lely
- Thilo Leugers

## M
- Jurjan Mannes
- Michaël Maria
- Nick Marsman
- Cuco Martina
- Sven Mbikulu
- Kiki Mettendaf
- Ryo Miyaichi
- Youness Mokhtar
- Saïd Mousslih

## N
- Nana Ntuli

## O
- Jari Oosterwijk
- Bilal Ould-Chikh

## P
- Joey Pelupessy
- Cas Peters
- Timo Plattel

## R
- Andrej Rendla
- Godfried Roemeratoe
- Nils Röseler

## S
- Cem Şahin
- Akram Salhi
- David Sambissa
- Henk van Schaik
- Tim van de Schepop
- Siebe Schets
- Robbert Schilder
- Vincent Schmidt
- Merlin Schütte
- Lukas Schwering
- Dylan Seys
- Brem Soumaoro
- Sonny Stevens
- Jonathan Swieter

## T
- Dario Tanda
- Renato Tapia
- Xhelal Terziqi
- Xhemil Terziqi
- Dejan Trajkovski
- Ryan Trotman

## U
- Solace Uyi-Olaye

## V
- Bob Vankan
- Sven Verlaan
- Kristopher Vida

## W
- Mats Wieffer
- Peter Wisgerhof
- Mattheus de Wit
- Shaquile Woudstra

## Y
- Mustapha Yahaya

## Z
- Ramiz Zerrouki
- Ritchie Zinga
- Felitciano Zschusschen